# マイカ・リチャーズ
マイカ・リンカーン・リチャーズ（Micah Lincoln Richards, 1988年6月24日 - ）は、イングランド・バーミンガム出身の元サッカー選手。ポジションはディフェンダー。
ミカ・リチャーズと表記されることがある。

## 経歴

### ユース時代
2000年にイングランドのオールダム・アスレティックAFCのユースチームでキャリアをスタートさせ、2001年、マンチェスター・シティFCのユースチームに移籍した。

### マンチェスター・シティ時代
2005-2006シーズンに17歳でトップチームデビューを飾り、若くして右サイドバックのレギュラーに定着する。
2011-2012シーズンにはクラブにとって44年ぶりとなったリーグ優勝に貢献。
2012-2013シーズンの第9節スウォンジー・シティAFC戦で負傷（右ひざ半月板軟骨損傷）し長期離脱を強いられると、復帰後も中々状態が上がらずポジションを取り戻すには至らなかった。
2014年9月1日、ACFフィオレンティーナにレンタル移籍した。

### アストン・ヴィラ時代
2015年6月にアストン・ヴィラFCにフリーで移籍し4年契約を結んだ。8月5日にはチームのキャプテンに就任し、3日後のAFCボーンマス戦で初出場を果たした。11月29日のワトフォードFC戦でヘディングで移籍後初ゴールを決めたが、試合は2-3で敗戦した。
フットボールリーグ・チャンピオンシップ2016-2017シーズンは2016年10月のウォルバーハンプトン・ワンダラーズFCから出場した。その後アストン・ヴィラの監督にスティーヴ・ブルースが就任したが、膝の怪我の影響により翌年まで出場機会は無かった。2017-18シーズンは怪我から復帰したが、ブルースが出場機会を与えなかったためリチャーズはアストン・ヴィラに退団する意志を示した。しかし、移籍市場が締め切っていたためクラブに残留した。2018-19シーズンも出場機会は無く、シーズン終了後に契約満了のためクラブを退団することを発表した。
2019年7月26日、マンチェスター・シティの公式サイトを通じて現役引退を表明した。引退後は解説者として活躍している。

## 代表歴
イングランド代表として2006年11月15日に行われた国際親善試合対オランダ代表戦でケガのガリー・ネヴィルの代役として代表戦デビューを果たし、90分間フル出場した。今後のイングランド代表を担うディフェンダーとして期待されていた。
2009年6月に開催されたUEFA U-21欧州選手権で準優勝した。グループリーグのスペイン戦ではマン・オブ・ザ・マッチに輝いた。

## 私生活
リチャーズの父親は1960年にセントクリストファー・ネイビスのバセテールから移住してきた。また、従兄弟にはサッカーセントクリストファー・ネイビス代表のアティバ・ハリスがおり代表のキャプテンでもある。

## 個人成績

### クラブでの成績
2014-15シーズン終了時点
| クラブ                   | シーズン | リーグ | リーグ | リーグ   | FA杯             | FA杯             | FA杯             | リーグ杯 | リーグ杯 | リーグ杯 | コミュニティ・シールド | コミュニティ・シールド | コミュニティ・シールド | ヨーロッパ | ヨーロッパ | ヨーロッパ | 通算 | 通算 | 通算     |
| クラブ                   | シーズン | 出場   | 得点   | アシスト | 出場             | 得点             | アシスト         | 出場     | 得点     | アシスト | 出場                   | 得点                   | アシスト               | 出場       | 得点       | アシスト   | 出場 | 得点 | アシスト |
| ------------------------ | -------- | ------ | ------ | -------- | ---------------- | ---------------- | ---------------- | -------- | -------- | -------- | ---------------------- | ---------------------- | ---------------------- | ---------- | ---------- | ---------- | ---- | ---- | -------- |
| マンチェスター・シティFC | 2005-06  | 13     | 0      | 0        | 3                | 1                | 0                | 0        | 0        | 0        | -                      | -                      | -                      | 0          | 0          | 0          | 16   | 1    | 0        |
| マンチェスター・シティFC | 2006-07  | 29     | 1      | 0        | 5                | 0                | 1                | 1        | 0        | 0        | -                      | -                      | -                      | 0          | 0          | 0          | 35   | 1    | 1        |
| マンチェスター・シティFC | 2007-08  | 25     | 0      | 0        | 2                | 0                | 0                | 2        | 0        | 0        | -                      | -                      | -                      | 0          | 0          | 0          | 29   | 0    | 0        |
| マンチェスター・シティFC | 2008-09  | 34     | 1      | 1        | 1                | 0                | 0                | 0        | 0        | 0        | -                      | -                      | -                      | 15         | 0          | 0          | 50   | 1    | 1        |
| マンチェスター・シティFC | 2009-10  | 23     | 2      | 2        | 2                | 0                | 0                | 4        | 0        | 0        | -                      | -                      | -                      | 0          | 0          | 0          | 29   | 2    | 2        |
| マンチェスター・シティFC | 2010-11  | 18     | 1      | 1        | 5                | 2                | 1                | 0        | 0        | 0        | -                      | -                      | -                      | 8          | 0          | 0          | 31   | 3    | 2        |
| マンチェスター・シティFC | 2011-12  | 29     | 1      | 6        | 1                | 0                | 0                | 2        | 0        | 0        | 1                      | 0                      | 0                      | 4          | 0          | 0          | 37   | 1    | 6        |
| マンチェスター・シティFC | 2012-13  | 7      | 0      | 0        | 0                | 0                | 0                | 0        | 0        | 0        | -                      | -                      | -                      | 1          | 0          | 0          | 8    | 0    | 0        |
| マンチェスター・シティFC | 2013-14  | 2      | 0      | 0        | 3                | 0                | 1                | 2        | 0        | 1        | -                      | -                      | -                      | 3          | 0          | 0          | 10   | 0    | 2        |
| マンチェスター・シティFC | 2014-15  | 0      | 0      | 0        | 0                | 0                | 0                | 0        | 0        | 0        | 1                      | 0                      | 0                      | 0          | 0          | 0          | 1    | 0    | 0        |
| クラブ                   | シーズン | リーグ | リーグ | リーグ   | コッパ・イタリア | コッパ・イタリア | コッパ・イタリア | -        | -        | -        | -                      | -                      | -                      | ヨーロッパ | ヨーロッパ | ヨーロッパ | 通算 | 通算 | 通算     |
| クラブ                   | シーズン | 出場   | 得点   | アシスト | 出場             | 得点             | アシスト         | 出場     | 得点     | アシスト | 出場                   | 得点                   | アシスト               | 出場       | 得点       | アシスト   | 出場 | 得点 | アシスト |
| ACFフィオレンティーナ    | 2014-15  | 10     | 0      | 0        | 2                | 0                | 0                | -        | -        | -        | -                      | -                      | -                      | 7          | 0          | 1          | 19   | 0    | 1        |
| 総通算                   | 総通算   | 190    | 6      | 10       | 24               | 3                | 3                | 11       | 0        | 1        | 2                      | 0                      | 0                      | 38         | 0          | 1          | 265  | 9    | 15       |

## タイトル
クラブ
マンチェスター・シティFC
- プレミアリーグ 2011-12, 2013-14
- FAカップ 2010-11
- フットボールリーグカップ 2013-14
- FAコミュニティ・シールド 2012